# BIG-Spielwarenfabrik
Die BIG-SPIELWARENFABRIK GmbH & Co. KG ist ein deutscher Spielwarenhersteller mit Sitz in Fürth. Das 1938 gegründete Familienunternehmen produzierte zunächst Blechspielzeug, später Kunststoffspielzeug wie das Bobby-Car und die Play-Big-Figuren. Die BIG-Spielwarenfabrik gehört seit 2004 zur Simba-Dickie-Group.

## Geschichte
Am 20. Oktober 1923 gründeten die drei Brüder Johann, Georg und Leonhard (Jean) Höfler die Firma Jean Höfler & Co.oHG zur Herstellung von Metallwaren in Fürth. Georg beteiligte sich nur als stiller Teilhaber an der Firma. Die Brüder gingen später dann unterschiedliche Wege. Während Johann Blechspielzeug und alltägliche Gebrauchsgegenstände wie Knöpfe aus Blech produzierte, beschäftigte sich Leonhard mit der Produktion von hochwertigen Metallspielwaren und Georg mit der Produktion von Werkzeugen.
Die 1938 von Johann Höfler gegründete Firma Johann Höfler stellte Billigware aus Blech und auch Metallspielwaren her. Hierzu gehörten u. a. Autos, Rennwagen, Flugzeuge, Figuren, Frösche, Schreihälse, Puppenhäuser und Eisenbahnen. Als Markenzeichen wurde ein dreiblättriges Kleeblatt (sicherlich eine Anlehnung an das Fürther Stadtwappen) mit den Buchstaben „J“ und „H“ verwendet.
Die Auftragslage wurde nach dem Zweiten Weltkrieg unter anderem durch die große Konkurrenz immer schwieriger. 1953 musste die Firma Johann Höfler überraschend Konkurs anmelden. Offensichtlich hatte man sich mit dem Neubau in der Erlanger Straße übernommen. Leonhard Höfler, Inhaber der Firma Jean Höfler, war bereit, die Firma seiner Brüder Johann und Georg zu übernehmen und die Gläubiger mit einer Zahlung von 25 Prozent der Gesamtschulden abzufinden. In der Folge wurden die beiden Firmen Jean Höfler und Johann Höfler wieder zusammengeführt, jetzt unter der Leitung von Leonhard Höfler. Johann Höfler, nach dem beide Firmen benannt sind, musste seine Firma verlassen.
Trotz des Zusammenschlusses der beiden Höfler-Firmen 1953 blieb die Firma Jean Höfler sowohl mit dem Firmensitz als auch der Produktlinie eigenständig. 1963 errichtete Leonhard Höfler in ländlichen Burghaslach ein weiteres Produktionswerk, u. a. weil in Fürth aufgrund der Vollbeschäftigung kaum noch Arbeitskräfte zu finden waren. Die Produktpalette der Firma umfasste lange Jahre billige Artikel aus Plastik wie Figuren, Autos, Puppenmöbel u. a. In den fünfziger Jahren wurden zunächst einfache, einfarbige Weichplastik-Figuren von Cowboys und Indianern für die Heinerle Wundertüten hergestellt. Das Sortiment wurde dann auf Westernlandschaften mit bemalten Figuren, Gebäuden und Landschaften aus Kunststoff-Tiefziehfolien ausgeweitet. In den sechziger Jahren kamen einfache Plastikautos und Zubehör wie Tankstellen und Parkhäuser hinzu.
Ab 1970 wurde unter der Marke JEAN mit neuem Logo (eine Trommel mit zwei Schlägeln) eine Vielzahl weiterer unterschiedlicher Kunststoff-Spielsachen hergestellt und vertrieben. Mit am bekanntesten und noch heute erhältlich sind die Ritterburg Arthurs Castle und mehrere Figurensets der Arthurs Knights. Aber auch modernere Themen, so z. B. Serien von Militärfahrzeugen oder „Luna-Astronauts“, welche sowohl als Komplettpackungen als auch als Sammelserien mit Kaugummis angeboten wurden. Seit 2000 erscheint JEAN nur noch als eigene Produktlinie im BIG-Sortiment.
Der Schwiegersohn von Leonhard Höfler, Ernst A. Bettag, übernahm 1954 als 25-Jähriger direkt nach seinem Studium die Geschäftsführung von seinem Schwiegervater und hatte mit seinen ersten Produkten der Blechauto-Serie „Racing-Car“ großen Erfolg. Das Werk in Burghaslach wurde von Firmeninhaber Ernst A. Bettag zum Hauptfertigungswerk von BIG und zu einer der modernsten Spielzeugfabriken der Welt ausgebaut.
Eine radikale Umstellung der Blechspielzeugproduktion begann 1956. So gehörte Höfler zu den ersten Blechspielzeugherstellern, die ihre Werkzeuge verkauften und die gesamte Produktion auf Kunststoff und Plastik umstellten. Am Anfang standen kleine Kunststoff-Figuren wie Indianer, Cowboys und Plastikautos, die heute bei Sammlern sehr beliebt sind.

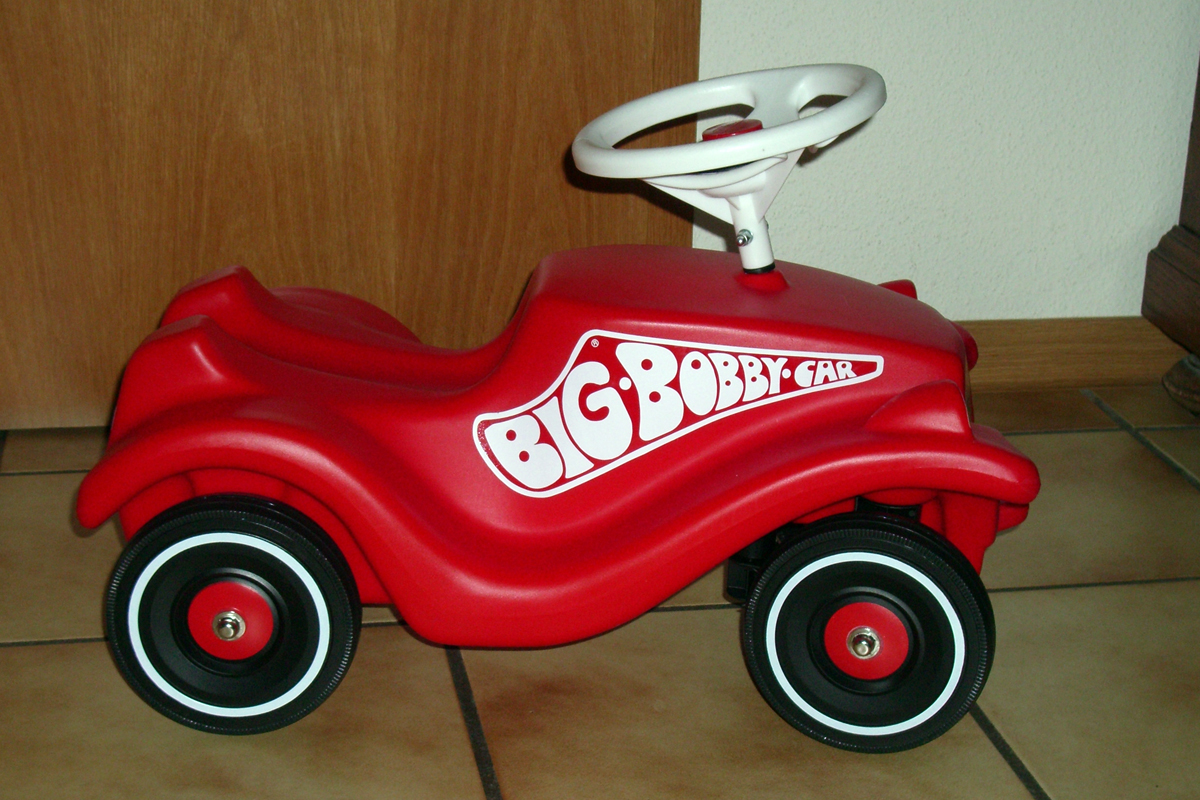
Bobby-Car

Im Jahr 1959 wurde das Logo durch die Weltkugel ersetzt. Die Firma wurde 1962 in „BIG-SPIELWARENFABRIK GmbH & Co. KG“ umbenannt. 1966 wurde das Firmenlogo mit dem Büffel kreiert, der als Sinnbild für Robustheit, Unverwüstlichkeit und Langlebigkeit steht.
Ende der 1970er Jahre begann die Produktion von Weichplastikfiguren im Maßstab 1:30 für Wundertüten. Neben Wildwestfiguren wurden bald auch Ritter, Soldaten des Zweiten Weltkriegs und des frühen 19. Jahrhunderts, Tierfiguren, Fahrzeuge, Gebäude und anderes Zubehör angeboten. Der Vertrieb erfolgte bald auch nicht mehr nur über die Wundertüten, sondern direkt über den Einzelhandel. Große Versand- und Warenhäuser verkauften die Serie auch unter ihrer jeweiligen Eigenmarke wie z. B. play good bei Quelle, sodass die Figuren meist ohne Markenbezeichnung und nur mit der Sockelaufschrift W. Germany hergestellt wurden.
Selten waren es als Werbegeschenk für den Schuh-Einzelhandel hergestellte Varianten, die dann mit Nigrin, Collonil oder Elefantenschuhe markiert waren. Das erste BIG Bobby-Car wurde 1972 auf der Nürnberger Spielwarenmesse vorgestellt. Das rote Auto aus witterungsbeständigem, leuchtend rotem Thermoplast wog 1,5 Kilogramm und ist mit über 16 Millionen Stück das meistverkaufte Kinderfahrzeug.
Im Jahr 1975 begann die Produktion von Play-BIG-Figuren, die Playmobil einige Jahre Konkurrenz machten.
Bei einem Großbrand im Werk Fürth-Stadeln an der Alfred-Nobel-Straße am 9. April 1998 brannte der komplette Produktionswerk nieder. Zwei Jahre später wurde in Burghaslach eine der modernsten Spielwarenfabriken in mehrstelliger Millionenhöhe errichtet. Bis 1999 hatte BIG seinen Firmensitz in der Hardstraße 70 in Fürth und zog dann komplett nach Burghaslach um. Seit 2004 ist die Firma Jean Höfler GmbH & Co. KG in der Leonhard-Höfler-Str. 5 in Burghaslach registriert. Im selben Jahr wurde auch die komplette Produktion eingestellt. Nach dem Tod von Ernst A. Bettag im April 2003 wurde das Unternehmen 2004 an die Simba-Dickie-Group verkauft.

## Produkte
Das Unternehmen stellt heute Kunststoff-Fahrzeuge jeglicher Art her und ist hauptsächlich für die Produktion des Bobby-Cars bekannt.
Produziert wird heute im BIG-Werk in Burghaslach auf einem 320.000 Quadratmeter großen Gelände. Die Kunststoffspielzeuge werden im Blasform- und Spritzgussverfahren in drei Schichten produziert. Mehr als eine Million BIG-Produkte verlassen pro Jahr das Gelände.